# Joan Condins i Julián
Joan Condins i Julián (Barcelona, 12 d'agost de 1929 - Barcelona, 30 de juny de 2001) fou un pintor català.

## Biografia
Fill d'un petit empresari relacionat amb el món de la pintura, des de ben petit va començar a pintar de manera autodidacta. Als 13 anys va ingressar a l'Escola de la Llotja i als 18 al Foment de les Arts Decoratives, on va entrar en contacte amb les grans figures del món artístic del moment. Posteriorment va ingressar al Reial Cercle Artístic de Barcelona i al Cercle Artístic de Sant Lluc.
Durant molt anys, va compaginar la seva feina a l'empresa familiar amb la seva dedicació pictòrica. A partir de 1986 es dedicà exclusivament a la pintura artística. Va realitzar més de 30 exposicions personals. Era un dels pintors fixes de la Sala Llorens i quan va tancar, de la Sala Mayte Muñoz, tot i que també va exposar a la Sala Comas i a la Sala Rusiñol de Sant Cugat del Vallès. També va exposar a Mallorca, als Estats Units i a França. Va establir amistat amb altres pintors com Pere Arribas, Josep Cruañas, Xavier Marsà Casas, Josep Maria Moratò Aragonès, Hernan Picó o Vila Puig, amb qui pintà de jove paisatges de Santiga, al Vallès Occidental.

## Obra
Pintor eminentment paisatgista, cultiva també altres gèneres com el bodegó, la figura i el retrat, dins de la tradició de l'escola catalana del paisatge i el color.
El seu treball és l'obra d'un postimpressionista i es caracteritza per la presència protagonista del color. Defineix formes, volums i ambients a través de la síntesi analítica de la naturalesa i de l'atmosfera. Gran part dels seus treballs mostren paisatges de Barcelona, Banyoles, Montserrat, Riells del Fai, Mallorca o Honfleur, a Normandia. Condins construeix els seus quadres a base d'una característica pinzellada vertical, més gran i liberal al principi i més breu i meticulosa en les seves últimes obres.

### Etapes
Com molts dels pintors del segle xx, el seu treball es pot dividir en etapes que segueixen l'evolució del pintor.
Els seus primers treballs entre 1950 i 1970 s'enmarquen dins el corrent del postimpressionisme. En aquesta època es fixa en el seu mestre Vila Puig i en els seus referents Vlaminck i Mir. En la dècada dels anys 70 la seva obra presenta una tendència més fauve, que desemboca en la seva etapa vertical, el seu estil més representatiu i que va dur a terme entre els anys 80 i 90. Les seves últimes obres es poden emmarcar dins d'una etapa vertical geomètrica, presentant una evolució natural del seu estil.

### Influències
A nivell internacional, Condins reconeixia la influència en la seva obra del pintors com Vincent van Gogh, Signac i Klimt, però deia que tots es podien resumir en un: Vlaminck. Pel que fa a pintura catalana, es declarava admirador d'Anglada Camarasa, Tarrassó i per sobre de tots Joaquim Mir, qualificat per ell com el millor paisatgista del món de tots els temps. De fet va anar a pintar a tots els pobles on anava en Mir, per aquest motiu va establir la seva segona residència a Riells del Fai.

### Presència a museus
Es poden veure obres de Joan Condins al Museu de Montserrat, Museu Provincial de Logroño, Museu Provincial de Granada, Museu de Sant Pol de Mar i Museu de Tossa de Mar, 